# Rhammatophyllum gaudanense
Rhammatophyllum gaudanense är en korsblommig växtart som först beskrevs av Dmitrij Litvinov, och fick sitt nu gällande namn av Al-shehbaz och Oliver Appel. Rhammatophyllum gaudanense ingår i släktet Rhammatophyllum och familjen korsblommiga växter. Inga underarter finns listade i Catalogue of Life.